# IberCaja

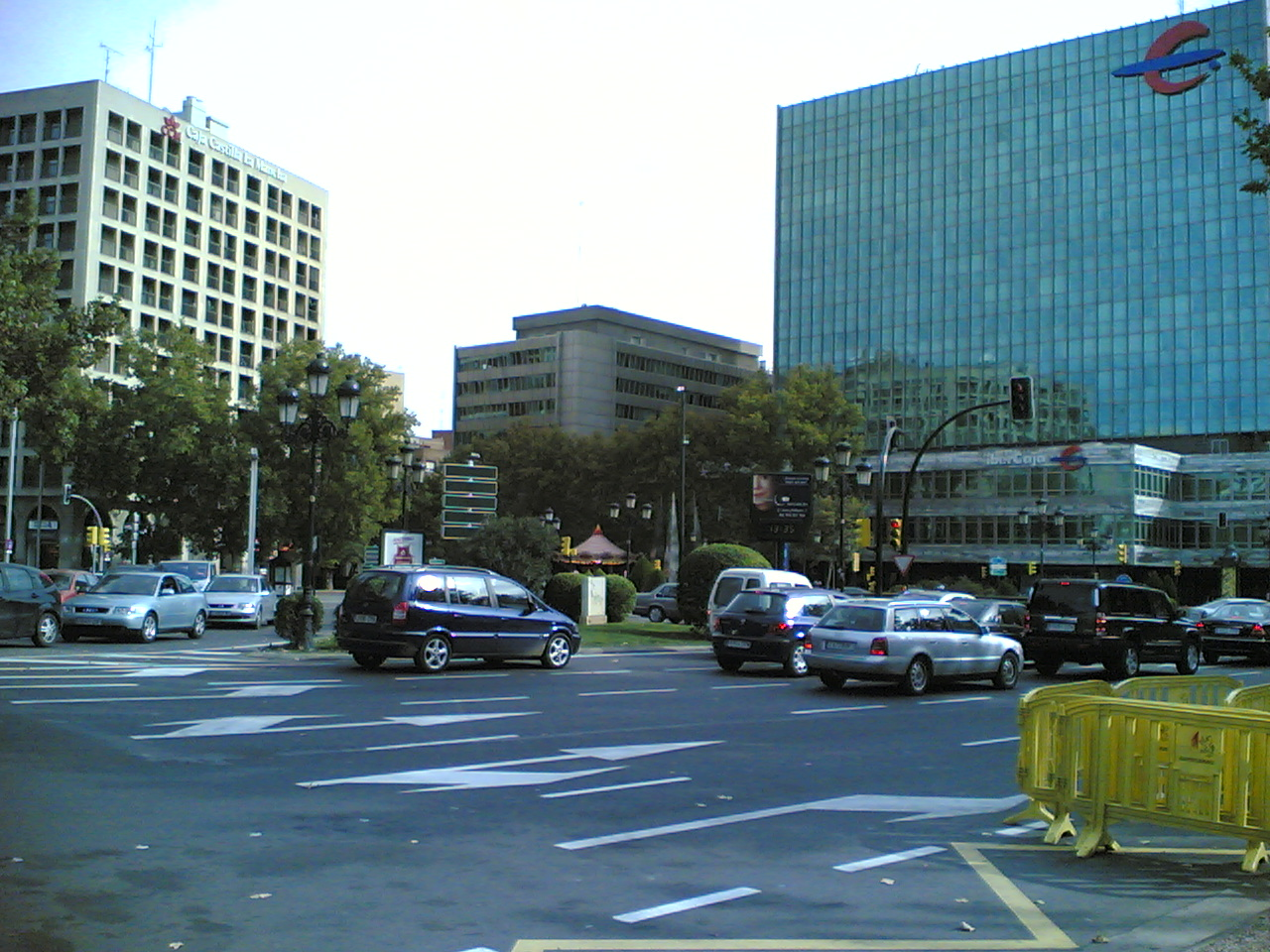
Edifici central d'Ibercaja

iberCaja és una caixa d'estalvis aragonesa, fundada per la Reial Societat Econòmica Aragonesa d'Amics del País, i aprovada per Reial Ordre de 28 de gener de 1873. Aquest és el nom comercial utilitzat, però la seva denominació social és Caja de Ahorros y Monte de Piedad de Zaragoza, Aragón y Rioja; i antigament havia utilitzat les sigles CAZAR.
Va iniciar les seves activitats el dia 28 de gener de 1876, figurant inscrita en el Registre Especial de Caixes d'Estalvi Popular amb el número 51, foli 31, per Reial Ordre de 13 de desembre de 1930, i en el Registre Mercantil de Saragossa al Tom 1.194, foli 23, full número Z-4.682, inscripció 1a.
Ibercaja té la seu central a Saragossa, en la plaça de Basilio Paraíso, 2. El seu actual president és Amado Franco. Entre 1995 i 2004 va ser presidida per Manuel Pizarro.
Juntament amb el Govern d'Aragó, participa en la societat Montañas de Aragón, propietària de les estacions d'esquí Aramón.

## Xarxa d'oficines
El 31 de desembre de 2018, Ibercaja Banco tenia 1115 oficines, així com 5302 treballadors/es.
Ibercaja Banco continua fent servir la marca comercial de l'antiga caixa fundadora (Ibercaja). A més, també s'empren les marques comercials de les antigues caixes fundadores de la desapareguda filial Caja3 (Caja Inmaculada (CAI), Caja Círculo i Caja de Badajoz). Després de l'adquisició de Caja3 per part d'Ibercaja Banco en 2013, se’ls va afegir la imatge del Grup IberCaja. Aquestes marques es mantenen, malgrat la total absorció de Caja3 per part d'Ibercaja Banco el 2014.

## Accionariat i participacions empresarials
L'accionariat
El 31 de desembre de 2018, els accionistes d'Ibercaja Banco eren:
| Accionista                      | Participació |
| ------------------------------- | ------------ |
| Fundación Ibercaja              | 87,80%       |
| Fundación Caja Inmaculada (CAI) | 4,85%        |
| Fundación Caja de Badajoz       | 3,90%        |
| Fundación Cajacírculo           | 3,45%        |

La Fundación Ibercaja i la Fundación Cajacírculo són fundacions bancàries mentre que la Fundación Caja Inmaculada (CAI) i la Fundación Caja de Badajoz són fundacions ordinàries.
Participacions empresarials
Ibercaja Banco té diverses participacions empresarials, entre les quals destaquen:
| Empresa | Sector       | Participació  |
| ------- | ------------ | ------------- |
| Aramón  | Oci          | 50% (2018)    |
| Caser   | Assegurances | 13,95% (2018) |
| Henneo  | Comunicació  | 39,94% (2018) |

## Consell d'administració
El consell d'administració d'Ibercaja Banco està format pels i les membres següents:
- President: José Luis Aguirre Loaso.
- Vicepresident 1r: Jesús Máximo Bueno Arrese.
- Conseller Delegat: Víctor Iglesias Ruiz.
- Vocal: Enrique Arrufat Guerra.
- Vocal: Vicente Cóndor López.
- Vocal: Gabriela González-Bueno Lillo.
- Vocal: Emilio Jiménez Labrador.
- Vocal: Félix Longás Lafuente.
- Vocal: Juan María Pemán Gavín.
- Vocal: María Pilar Segura Bas.
- Vocal: Jorge Simón Rodriguez.
- Vocal: Jesús Solchaga Loitegui.
- Vocal: Jesús Tejel Giménez.
- Secretari: Jesús Barreiro Sanz.

### Presidents del Consell d'administració
- Amado Franco Lahoz (2011-2017)
- José Luis Aguirre Loaso (2017-actualment)